# Liste der Kulturdenkmäler in Hopfmannsfeld
Die folgende Liste enthält die in der Denkmaltopographie ausgewiesenen Kulturdenkmäler auf dem Gebiet des Ortsteils Hopfmannsfeld der Gemeinde Lautertal (Vogelsberg), Vogelsbergkreis, Hessen.
Hinweis: Die Reihenfolge der Denkmäler in dieser Liste orientiert sich an der Anschrift, alternativ ist sie auch nach der Bezeichnung, der vom Landesamt für Denkmalpflege vergebenen Nummer oder der Bauzeit sortierbar.
Kulturdenkmäler werden fortlaufend im Denkmalverzeichnis des Landes Hessen durch das Landesamt für Denkmalpflege Hessen auf Basis des Hessischen Denkmalschutzgesetzes (HDSchG) geführt. Die Schutzwürdigkeit eines Kulturdenkmals hängt nicht von der Eintragung in das Denkmalverzeichnis des Landes Hessen oder der Veröffentlichung in der Denkmaltopographie ab.

Die bisher bekannten Bau- und Kunstdenkmäler hat das Landesamt für Denkmalpflege Hessen in sogenannten Arbeitslisten erfasst. Den Arbeitslisten liegen Erkenntnisse aus Akten, Ortsbegehungen und Denkmalinventaren, jedoch keine neuere systematische Forschung, zugrunde. Die Benehmensherstellung mit der Gemeinde gemäß § 11 Abs. 1 HDSchG ist noch nicht erfolgt.
Das Vorhandensein oder Fehlen eines Objekts in dieser Liste ist keine rechtsverbindliche Auskunft darüber, ob es Kulturdenkmal ist oder nicht: Diese Liste entspricht möglicherweise nicht dem aktuellen Stand der offiziellen Denkmaltopographie. Diese ist für Hessen in den entsprechenden Bänden der Denkmaltopographie Bundesrepublik Deutschland und im Internet unter DenkXweb – Kulturdenkmäler in Hessen einsehbar. Auch diese Quellen sind, obwohl sie durch das Landesamt für Denkmalpflege Hessen aktualisiert werden, nicht immer aktuell, da es im Denkmalbestand immer wieder Änderungen gibt.
Eine verbindliche Auskunft erteilt allein das Landesamt für Denkmalpflege Hessen.
Nutze diese Kartenansicht, um Koordinaten in der Liste zu setzen. In dieser Kartenansicht sind Kulturdenkmale ohne Koordinaten mit einem roten bzw. orangen Marker dargestellt und können in der Karte gesetzt werden. Kulturdenkmale ohne Bild sind mit einem blauen bzw. roten Marker gekennzeichnet, Kulturdenkmale mit Bild mit einem grünen bzw. orangen Marker.
| Bild                   | Bezeichnung                      | Lage                                                                                       | Beschreibung | Bauzeit | Objekt-Nr. |
| ---------------------- | -------------------------------- | ------------------------------------------------------------------------------------------ | ------------ | ------- | ---------- |
| Gefallenendenkmal      | Friedhof, Gefallenendenkmal      | Am Hag 2 LageFlur: 2, Flurstück: 71/1                                                      |              |         | 123088 DDB |
| Ehemaliges Pfarrhaus   | Ehemaliges Pfarrhaus             | Am Hag 12 LageFlur: 1, Flurstück: 76                                                       |              |         | 123075 DDB |
| Gerichtshaus           | Sogenanntes „Gerichtshaus“       | Am Hag 13 LageFlur: 1, Flurstück: 89                                                       |              |         | 123319 DDB |
| Am Hag 15              |                                  | Am Hag 15 LageFlur: 1, Flurstück: 86                                                       |              |         | 123320 DDB |
| Am Hag 18              |                                  | Am Hag 18 LageFlur: 1, Flurstück: 63                                                       |              |         | 123989 DDB |
| Am Hag 19              |                                  | Am Hag 19 LageFlur: 1, Flurstück: 84/2                                                     |              |         | 123321 DDB |
| Bild gesucht BW        |                                  | Auf der Straße (Am Haag) LageFlur: 1, Flurstück: 116/1                                     |              |         | 124407 DDB |
| Waschhaus              | Waschhaus                        | Backhausstraße 1 LageFlur: 1, Flurstück: 72                                                |              |         | 123322 DDB |
| Evangelische Kirche    | Evangelische Kirche und Kirchhof | Backhausstraße 3 LageFlur: 1, Flurstück: 69                                                |              |         | 123323 DDB |
| Backhaus               | Backhaus                         | Backhausstraße 4 LageFlur: 1, Flurstück: 55                                                |              |         | 123324 DDB |
| Alte Schule            | Alte Schule                      | Backhausstraße 5 LageFlur: 1, Flurstück: 68                                                |              |         | 122454 DDB |
| Galgen                 | Galgen                           | Galgenweg (Vorherige Bezeichnung = Alte Frankfurter Fahrstraße) LageFlur: 2, Flurstück: 35 |              |         | 122904 DDB |
| „Gasthaus zum Stern“   | Ehemaliges Gasthaus zum Stern    | Hainwiesenweg 7 LageFlur: 1, Flurstück: 16                                                 |              |         | 123990 DDB |
| Hainwiesenweg 8        |                                  | Hainwiesenweg 8 LageFlur: 1, Flurstück: 14                                                 |              |         | 123991 DDB |
| Bild gesucht BW        | Friedhof                         | In der Schalsbach LageFlur: 9, Flurstück: 1/13                                             |              |         | 124121 DDB |
| Rauschbergstraße 1     |                                  | Rauschbergstraße 1 LageFlur: 1, Flurstück: 73                                              |              |         | 123087 DDB |
| Rauschbergstraße 2     |                                  | Rauschbergstraße 2 LageFlur: 1, Flurstück: 47                                              |              |         | 123086 DDB |
| Rauschbergstraße 4     |                                  | Rauschbergstraße 4 LageFlur: 1, Flurstück: 44                                              |              |         | 123085 DDB |
| Rauschbergstraße 5     |                                  | Rauschbergstraße 5 LageFlur: 1, Flurstück: 50                                              |              |         | 123084 DDB |
| Rauschbergstraße 9     |                                  | Rauschbergstraße 9 LageFlur: 1, Flurstück: 53/1                                            |              |         | 123083 DDB |
| Rauschbergstraße 10    |                                  | Rauschbergstraße 10 LageFlur: 1, Flurstück: 41                                             |              |         | 124424 DDB |
| Kreuz                  | Kreuz                            | Schlitzgasse 2 LageFlur: 1, Flurstück: 92/3                                                |              |         | 123082 DDB |
| Transformatorengebäude | Transformatorengebäude           | Schlitzgasse 10 LageFlur: 1, Flurstück: 97                                                 |              |         | 123325 DDB |
| Talstraße 1            |                                  | Talstraße 1 LageFlur: 1, Flurstück: 45                                                     |              |         | 123081 DDB |
| Talstraße 2            |                                  | Talstraße 2 LageFlur: 1, Flurstück: 29                                                     |              |         | 123080 DDB |
| Talstraße 3            |                                  | Talstraße 3 LageFlur: 1, Flurstück: 34                                                     |              |         | 123079 DDB |
| Talstraße 5            |                                  | Talstraße 5 LageFlur: 1, Flurstück: 33                                                     |              |         | 123078 DDB |
| Talstraße 6            |                                  | Talstraße 6 LageFlur: 1, Flurstück: 31                                                     |              |         | 123077 DDB |
| Talstraße 8            |                                  | Talstraße 8 LageFlur: 1, Flurstück: 28                                                     |              |         | 123076 DDB |